# 서울동부지방법원
서울동부지방법원(서울東部地方法院)은 서울특별시 성동구, 광진구, 강동구, 송파구를 관할하는 대한민국의 지방법원이다.
본래는 서울특별시 광진구 아차산로 404(자양동 680-63)에 있었으나, 기존 건물이 비좁고 협소한데다 시설 노후화로 인해 2017년 3월 2일 서울동부지방검찰청과 함께 서울특별시 송파구 법원로 101(문정동 650)으로 이전하였다. 청사가 철거된 후에는 주변 지역이 재개발에 들어갔고, 재개발사업과 연계하여 광진구청 신 청사가 옛 동부지법 자리에 들어섰다.

## 연혁
- 1971년 9월 1일: 서울민사지방법원 성동지원, 서울형사지방법원 성동지원 개원
- 1971년 9월 1일 서울시 성동구, 성남시, 광주군, 가평군, 양주군 중 구리읍, 미금면, 진건면, 와부면, 화도면, 수동면, 진접면
- 1971년 9월 1일 성동등기소 관할의 성동구 중 가락동 외 50개동을 분할하여 성동지원 등기과 관할로 편입
- 1972년 4월 6일 서울가정법원 심관 임시청사에서 광진구 구의동 신축청사로 이전
- 1974년 9월 1일 민사과, 형사과, 등기과 증설 및 즉결계를 서울형사지방법원 1과로 업무 이관
- 1975년 10월 1일 당 지원 등기과 관할의 중곡동, 능동, 군자동 일부가 동대문구 장안동으로 행정구역 변경되어 동대문등기소로 변경
- 1976년 1월 1일: 서울지방법원 성동지원 개칭
- 1976년 1월 1일 서울지방법원 성동지원 등기과 관할의 강남구 중 역삼동 외 19개 동을 서울민사지방법원 강남등기소 관할로 변경
- 1978년 6월 5일 서울지방법원 성동지원 등기과 관할의 강남구 중 역삼동 외 19개 동을 서울민사지방법원 강남등기소 관할로 변경
- 1978년 6월 5일 서울민사지방법원 강남등기소 관할 중 성동구 금호동 1, 2, 3, 4가 외 11개 동과 동대문등기소 관할 용답동을 서울지방법원 성동지원 등기과 관할로 변경
- 1978년 11월 20일 서울지방법원 성동지원 등기과 관할의 강동구 천호동 외 20개동을 서울민사지방법원 강동등기소 관할로 변경
- 1979년 9월 1일 서울지방법원 성동지원 재판관할의 광주군, 성남시 일원을 수원지방법원 관할로 변경
- 1981년 2월 1일: 서울지방법원 동부지원 개칭
- 1984년 9월 1일 민사과를 1과, 2과로 분리하여 당 지원에 사무과, 민사 1과, 민사 2과, 형사과, 등기과로 변경
- 1986년 9월 1일 민사 1과를 민사과로, 민사 2과를 민사신청과로 명칭 변경
- 1988년 2월 25일 사무과를 사무국으로 승격, 총무과 신설하여 국, 과를 사무국 및 총무과, 민사과, 민사신청과, 형사과, 등기과로 변경
- 1989년 9월 1일 당 지원 재판관할 강남구,서초구 일원 서울민사지방법원,서울형사지방법원,서울가정법원의 관할로 변경
- 1990년 6월 13일 서울동부지원 청사 근처 골목에서 법정 중인 피살 당하는 사건 발생
- 1995년 3월 1일 서울민사지방법원 강동등기소를 서울민사지방법원 동부지원 관할로 편입
- 1996년 7월 20일 송파등기소가 강동등기소에서 분할되어 개소
- 2004년 2월 1일: 서울동부지방법원 승격
- 2017년 3월 2일: 청사가 서울특별시 광진구 자양동에서 서울특별시 송파구 문정동으로 이전과 함께 업무 개시

## 조직
- 재판부
  - 민사
    - 항소부(2)
    - 합의부(5)
    - 단독(24)

  - 형사
    - 항소부(2)
    - 합의부(5)
    - 단독(11)
- 사무국
  - 총무과
    - 총무과장
    - 서무계
    - 인사계
    - 감사계, 정보공개청구
    - 재무계
    - 우편물
    - 인지환급
    - 비상계획
    - 도서실
    - 차량행정지원실
    - 기계실
    - 전기실
    - 판결문 제공

  - 종합민원실
    - 공탁사건 처리
    - 소장 및 문건 접수(합의,단독,소액)
    - 조정신청사건 접수
    - 형사문건 및 신청사건 접수
    - 형사약식 접수 및 법률상담
    - 기록열람복사
    - 가족관계등록
    - 독촉(지급명령)

  - 민사과
  - 민사 신청과
  - 형사과
  - 법원보안관리대
- 등기국
  - 등기 운영과
  - 등기 조사과

## 관할
- 재판관할구역: 성동구, 광진구, 강동구, 송파구
- 즉결관할구역: 성동구, 광진구, 강동구, 송파구
- 등기관할구역(등기국): 성동구, 광진구, 강동구, 송파구

## 법원장
| 조직                      | 순번 | 이름   | 재임 기간                          |
| ------------------------- | ---- | ------ | ---------------------------------- |
| 서울민사지방법원 동부지원 | 1대  | 허규   | 1971년 9월 1일 ~ 1973년 3월 31일   |
| 서울민사지방법원 동부지원 | 2대  | 전병연 | 1973년 4월 1일 ~ 1975년 7월 11일   |
| 서울민사지방법원 동부지원 | 3대  | 변정수 | 1975년 7월 12일 ~ 1977년 1월 3일   |
| 서울민사지방법원 동부지원 | 4대  | 이병후 | 1977년 1월 4일 ~ 1977년 11월 6일   |
| 서울민사지방법원 동부지원 | 5대  | 김홍근 | 1977년 11월 7일 ~ 1979년 4월 15일  |
| 서울민사지방법원 동부지원 | 6대  | 오석락 | 1979년 5월 21일 ~ 1980년 5월 31일  |
| 서울민사지방법원 동부지원 | 7대  | 조언   | 1980년 6월 1일 ~ 1981년 4월 20일   |
| 서울민사지방법원 동부지원 | 8대  | 윤승영 | 1981년 4월 21일 ~ 1983년 2월 2일   |
| 서울민사지방법원 동부지원 | 9대  | 장상재 | 1983년 2월 3일 ~ 1984년 8월 15일   |
| 서울민사지방법원 동부지원 | 10대 | 홍성운 | 1984년 8월 16일 ~ 1986년 4월 16일  |
| 서울민사지방법원 동부지원 | 11대 | 김영진 | 1986년 4월 20일 ~ 1987년 3월 19일  |
| 서울민사지방법원 동부지원 | 12대 | 이영모 | 1987년 3월 20일 ~ 1988년 7월 19일  |
| 서울민사지방법원 동부지원 | 13대 | 이원배 | 1988년 7월 20일 ~ 1991년 1월 31일  |
| 서울민사지방법원 동부지원 | 14대 | 정귀호 | 1991년 2월 1일 ~ 1991년 10월 21일  |
| 서울민사지방법원 동부지원 | 15대 | 박준서 | 1991년 10월 22일 ~ 1992년 8월 11일 |
| 서울민사지방법원 동부지원 | 16대 | 한대현 | 1992년 8월 12일 ~ 1993년 10월 14일 |
| 서울민사지방법원 동부지원 | 17대 | 윤재식 | 1993년 10월 18일 ~ 1994년 7월 20일 |
| 서울민사지방법원 동부지원 | 18대 | 박보무 | 1994년 7월 21일 ~ 1995년 2월 20일  |
| 서울민사지방법원 동부지원 | 19대 | 변재승 | 1995년 2월 21일 ~ 1996년 2월 25일  |
| 서울민사지방법원 동부지원 | 20대 | 이보현 | 1996년 2월 26일 ~ 1998년 2월 22일  |
| 서울민사지방법원 동부지원 | 21대 | 이순영 | 1998년 2월 23일 ~ 1999년 10월 17일 |
| 서울민사지방법원 동부지원 | 22대 | 최병학 | 1999년 10월 18일 ~ 2000년 9월 6일  |
| 서울민사지방법원 동부지원 | 23대 | 김인수 | 2000년 9월 7일 ~ 2002년 2월 7일    |
| 서울민사지방법원 동부지원 | 24대 | 박송하 | 2002년 2월 8일 ~ 2004년 2월 9일    |
| 서울동부지방법원          | 1대  | 안성회 | 2004년 2월 11일 ~ 2005년 11월 3일  |
| 서울동부지방법원          | 2대  | 오세빈 | 2005년 11월 4일 ~ 2006년 8월 23일  |
| 서울동부지방법원          | 3대  | 송진현 | 2006년 8월 24일 ~ 2008년 2월 12일  |
| 서울동부지방법원          | 4대  | 이인재 | 2008년 2월 13일 ~ 2009년 2월 8일   |
| 서울동부지방법원          | 5대  | 김진권 | 2009년 2월 9일 ~ 2010년 2월 10일   |
| 서울동부지방법원          | 6대  | 길기봉 | 2010년 2월 11일 ~ 2010년 8월 1일   |
| 서울동부지방법원          | 7대  | 이성보 | 2010년 8월 11일 ~ 2012년 2월 15일  |
| 서울동부지방법원          | 8대  | 심상철 | 2012년 2월 16일 ~ 2013년 2월 13일  |
| 서울동부지방법원          | 9대  | 이대경 | 2013년 2월 14일 ~ 2014년 2월 12일  |
| 서울동부지방법원          | 10대 | 황한식 | 2014년 2월 13일 ~ 2015년 2월 11일  |
| 서울동부지방법원          | 11대 | 이승영 | 2017년 2월 9일 ~ 2018년 2월 12일   |
| 서울동부지방법원          | 12대 | 최규홍 | 2018년 2월 13일 ~ 2020년 2월 12일  |
| 서울동부지방법원          | 13대 | 윤태식 | 2020년 2월 13일 ~ 2022년 2월 20일  |
| 서울동부지방법원          | 14대 | 심태규 | 2022년 2월 21일 ~ 2024년 2월 4일   |
| 서울동부지방법원          | 15대 | 박범석 | 2024년 2월 5일~                    |

## 사진 모음

서울동부지방법원
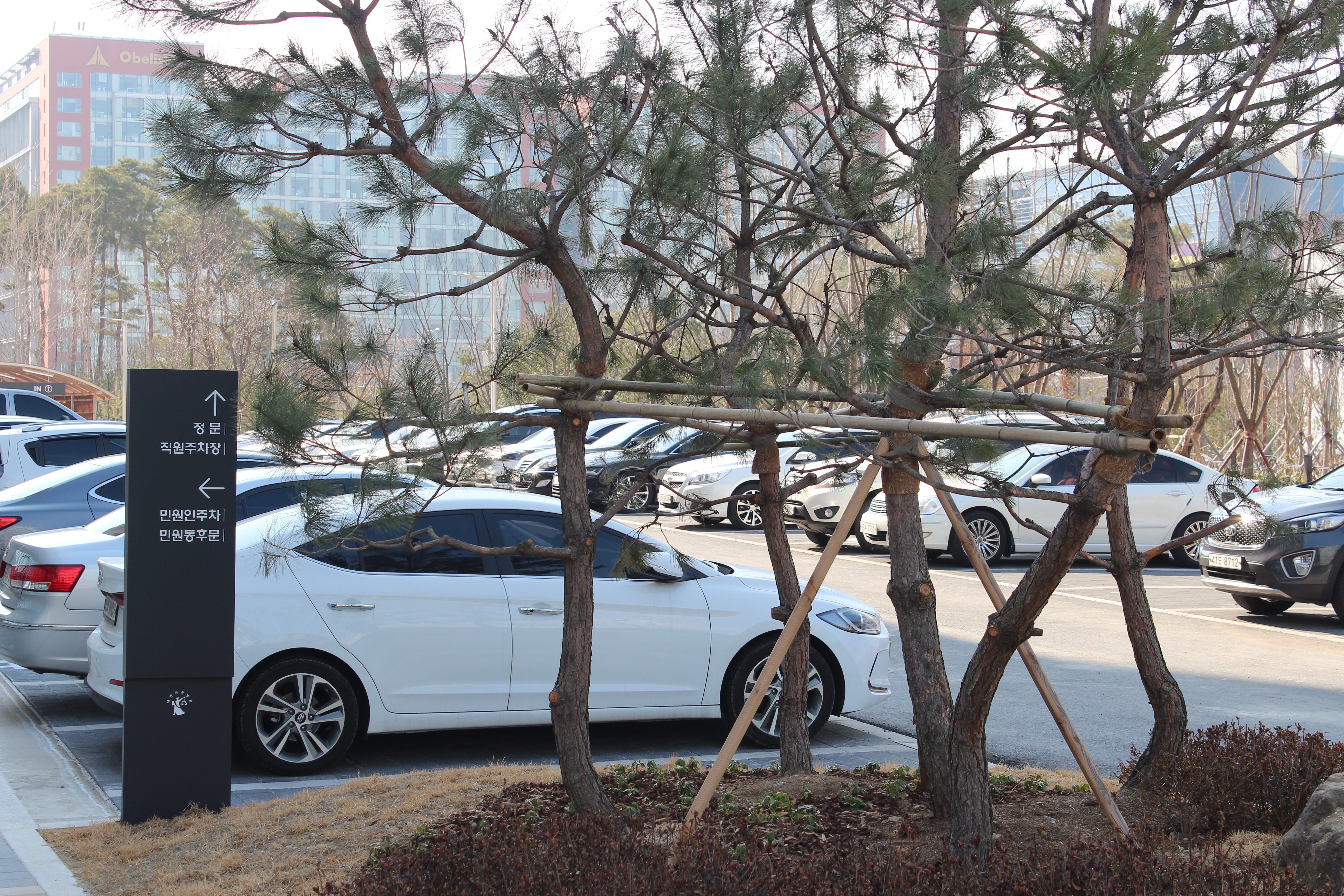
서울동부지방법원의 주차장.
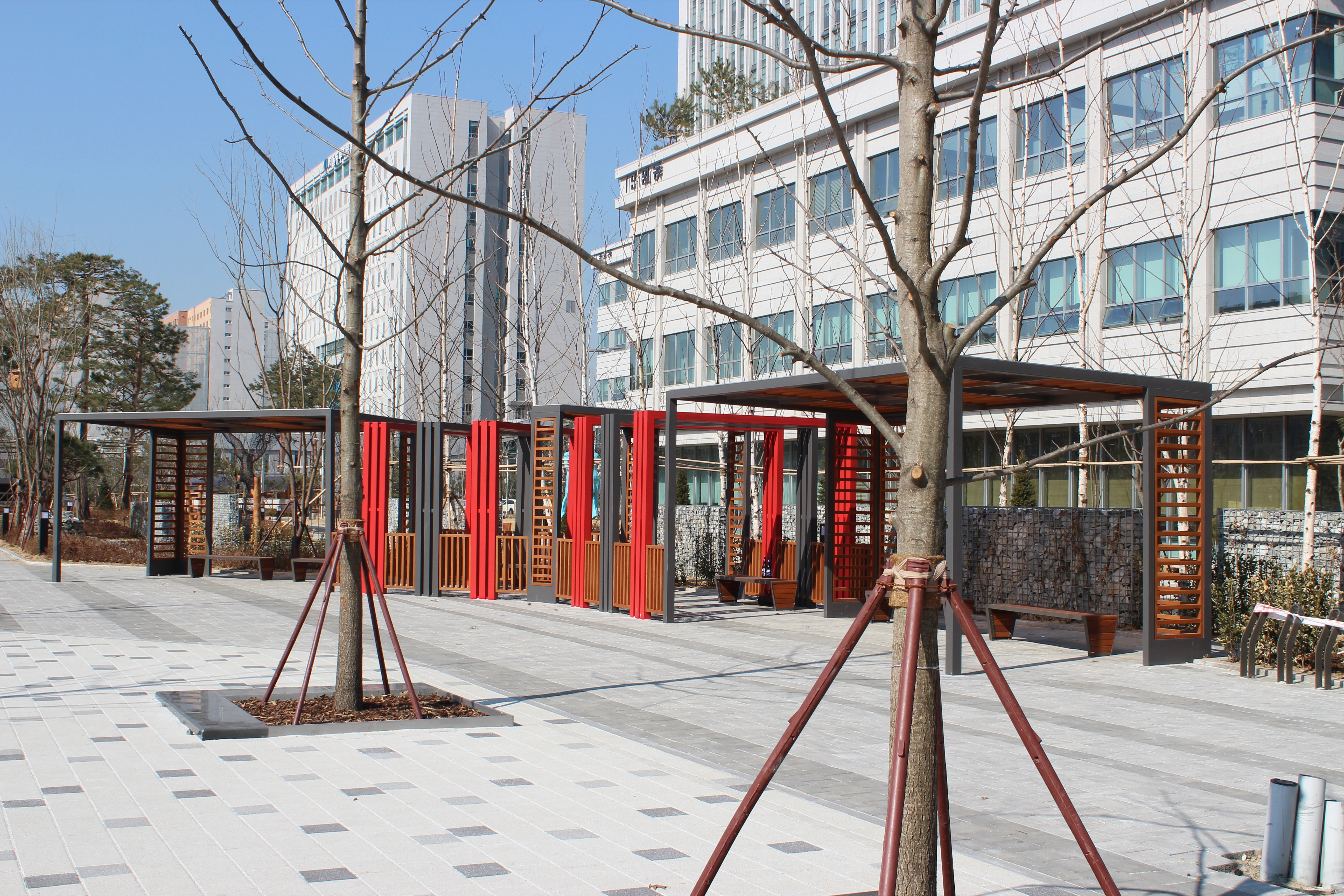
서울동부지방법원 내에 조성되어 있는 휴식공간.
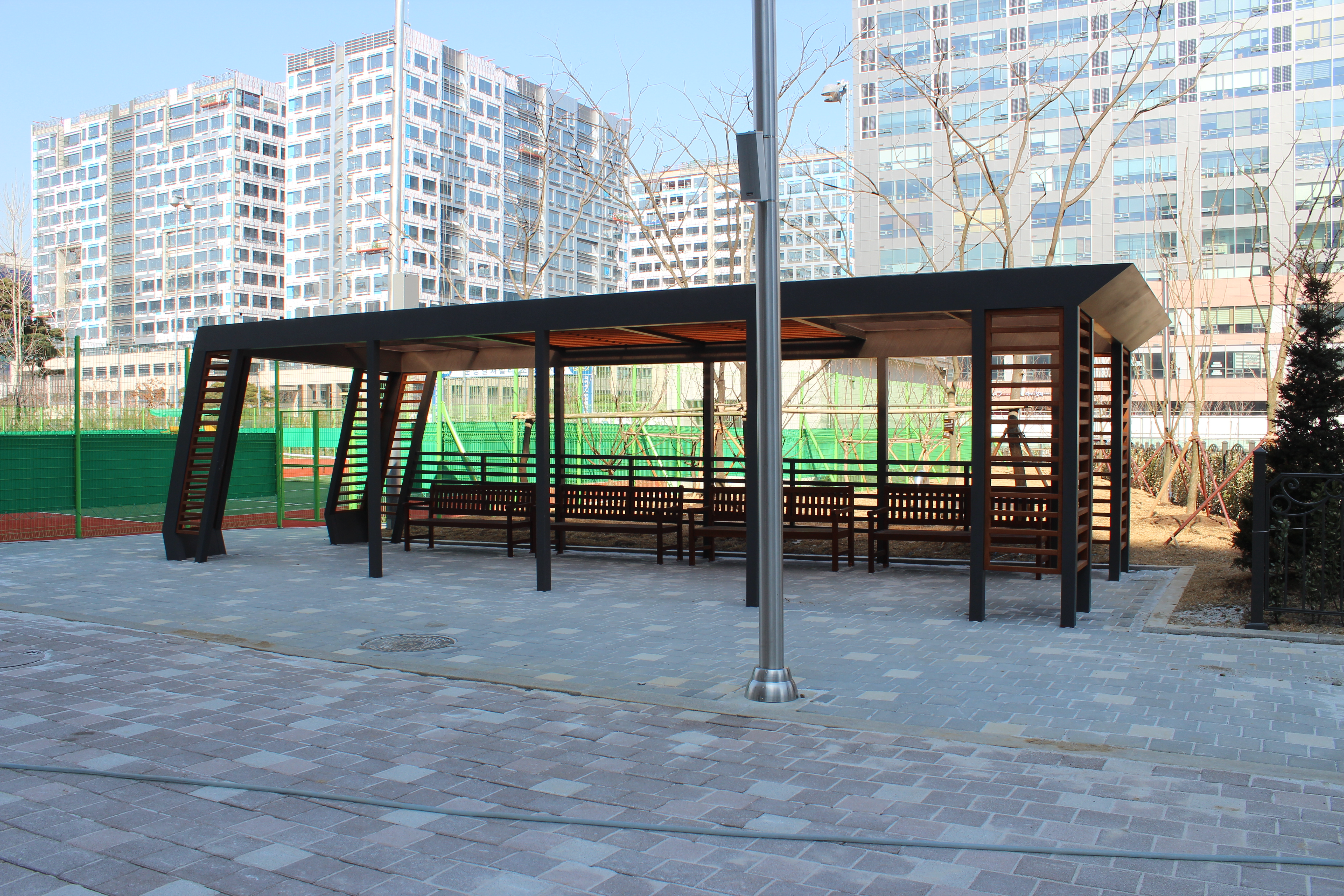
서울동부지방법원 내에 조성되어 있는 휴식공간.
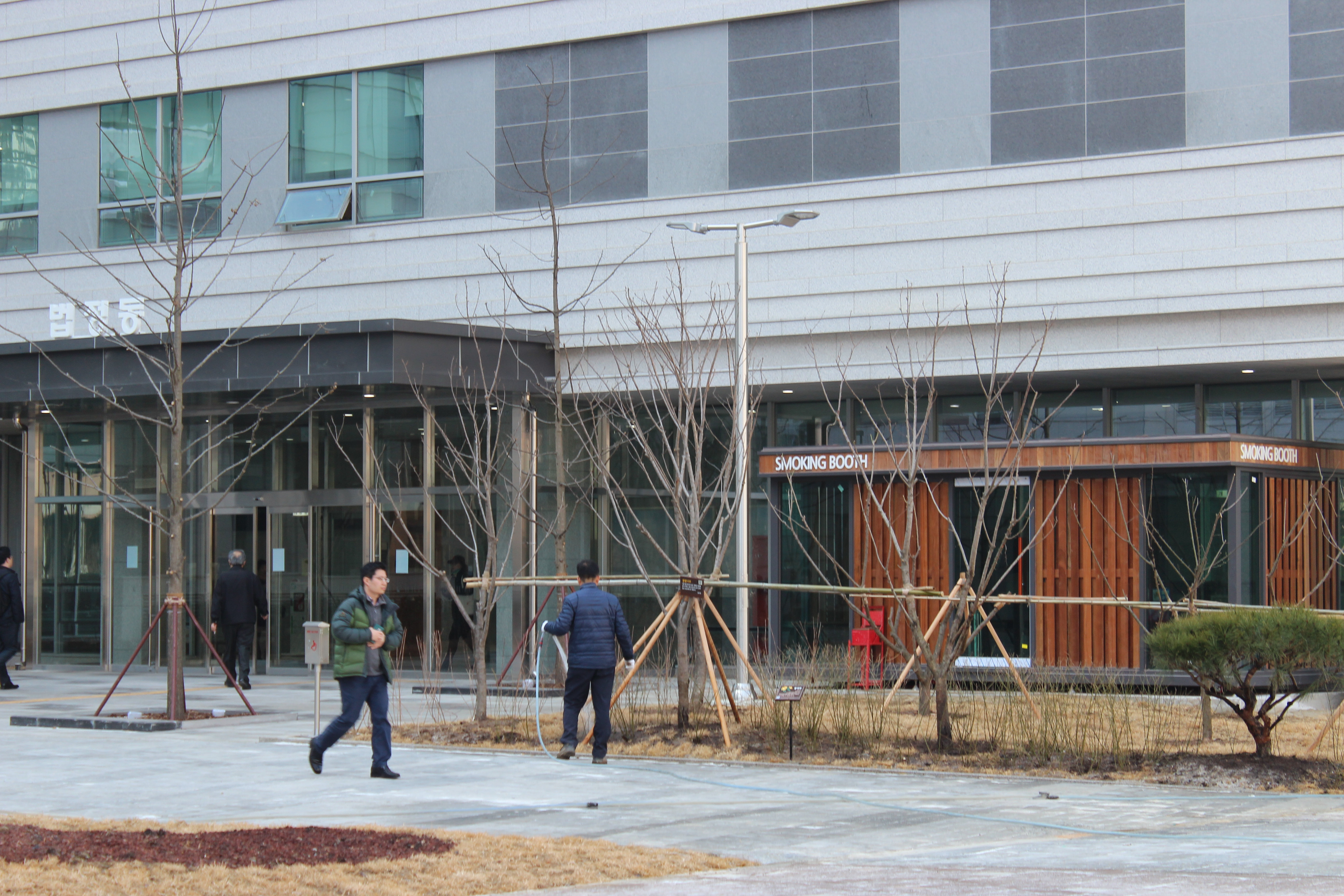
서울동부지방법원 법정동 출입구.
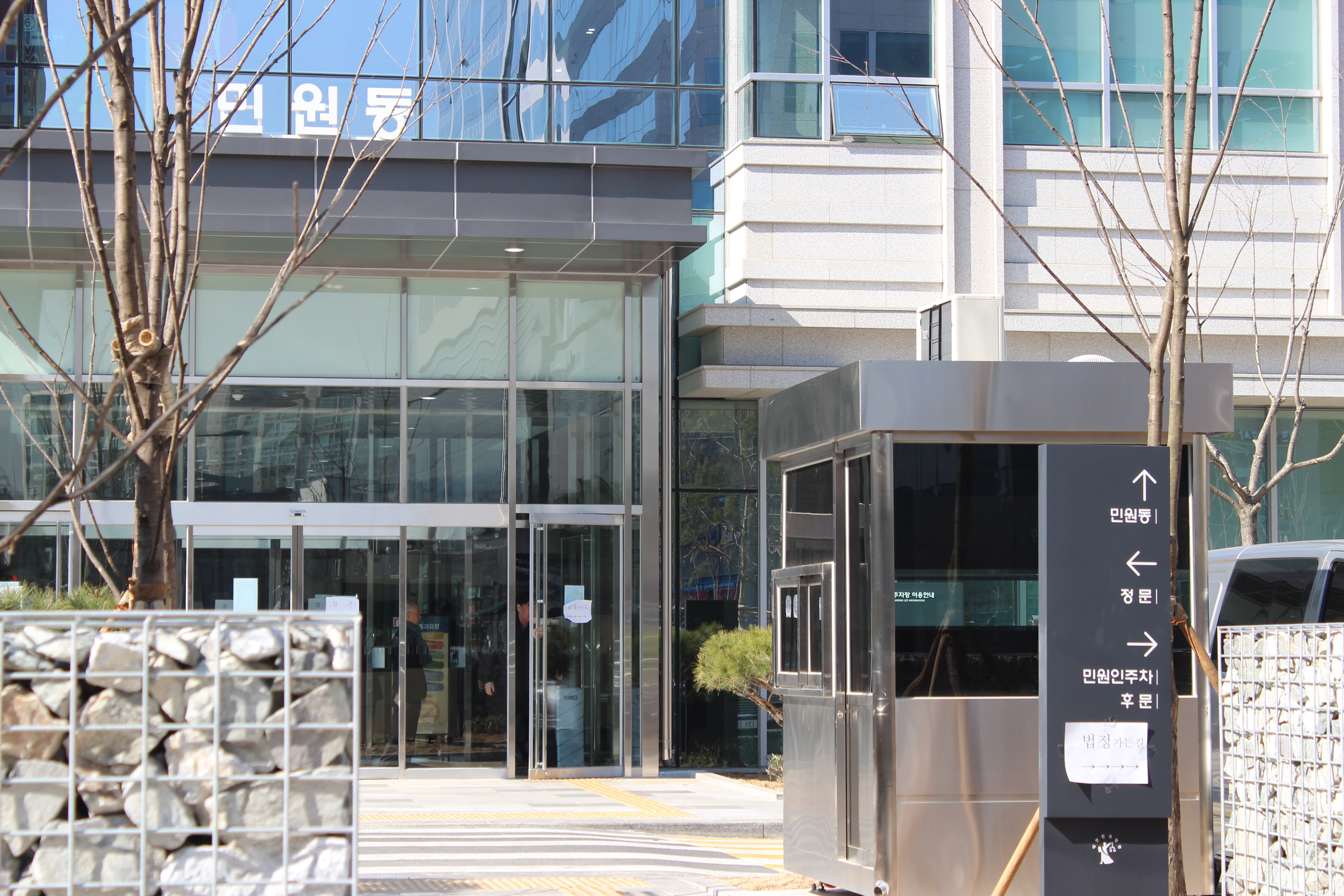
서울동부지방법원 민원동 출입구.
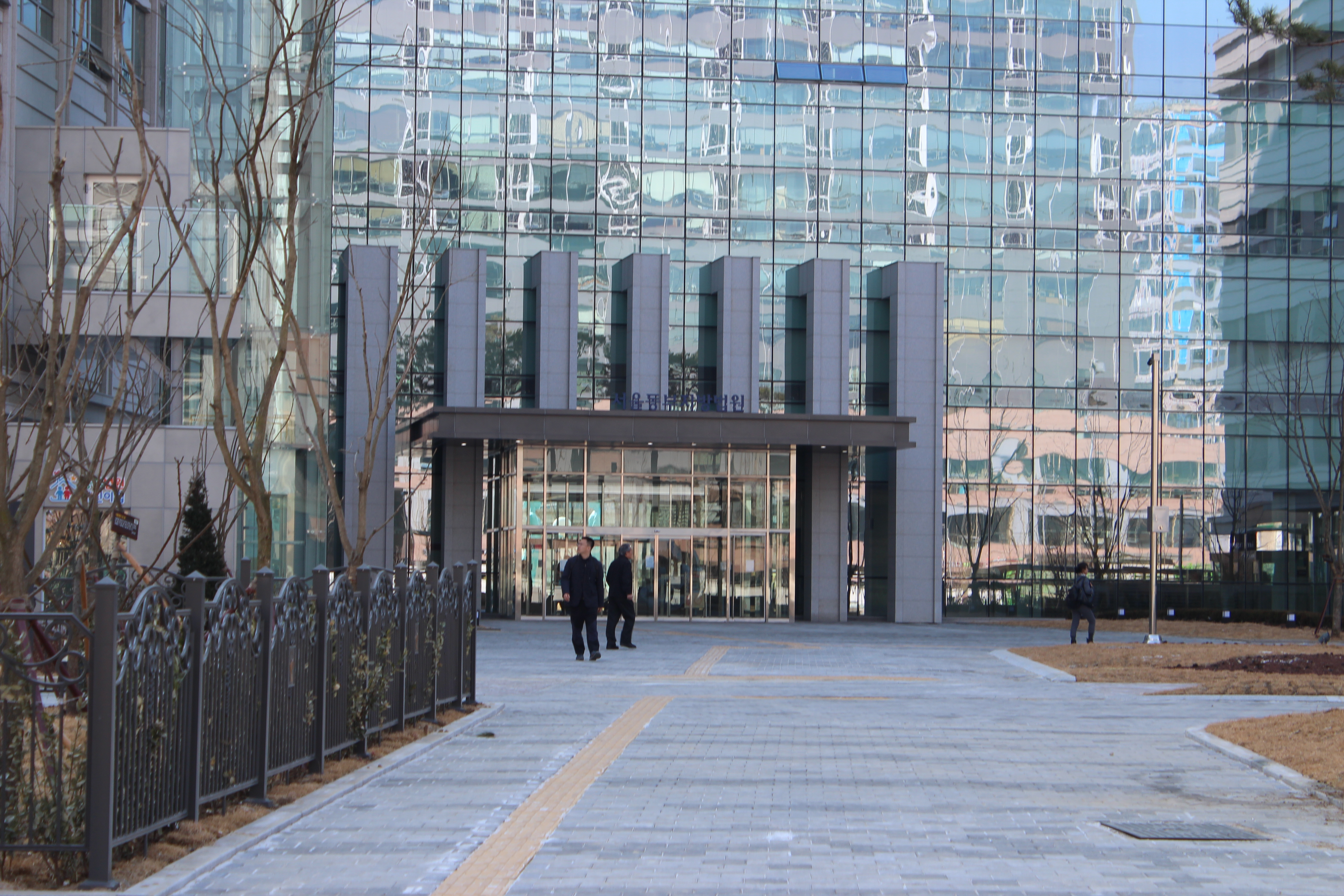
서울동부지방법원 건물 출입구.

## 같이 보기
- 서울중앙지방법원
- 서울서부지방법원
- 서울남부지방법원
- 서울북부지방법원